# Herb Kraju Stawropolskiego

Herb Kraju Stawropolskiego.

Herb Kraju Stawropolskiego (ros: Герб Ставропольского края) – jest oficjalnym symbolem Kraju Stawropolskiego, przyjętym w obecnej formie 15 maja 1997 r. przez regionalną dumę.

## Opis i symbolika
Francuska tarcza herbowa podzielona na dwa pola. W górnym barwy jasnego błękitu umieszczona złota twierdza, znajdująca się na srebrnym wzgórzu, do której prowadzi droga w jasnym odcieniu srebra. Zbocza wzgórza nachylone pod kątem, podobnie jak wiodąca na jego szczyt droga. Nad bramą fortecy wyobrażenie pentagramu. W dolnym polu barwy ciemnego błękitu złota mapa Kraju Stawropolskiego, przecięta szarą wstęgą w górnej części, w jej prawym heraldycznym krańcu (lewym z punktu widzenia obserwatora) srebrny krzyż oznaczający położenie na mapie stolicy regionu, miasta Stawropol. Tarcza okalana złotą obwódką. Oprócz tego okala ją też złoty wieniec składający się z liści dębu i kłosów pszenicy, a także wstęga w barwach rosyjskiej flagi kończąca się kokardą pod tarczą. Rolę korony herbowej spełnia dwugłowy orzeł zaczerpnięty z herbu Rosji.
Wyobrażenie twierdzy jest nawiązaniem do ufortyfikowanego punktu obronnego jaki na terenie dzisiejszego Stawropola został założony w 1777 r. do obrony południowych granic Imperium Rosyjskiego. Pentagram ma podkreślać warunki obronne oraz zapewniać o bezpieczeństwie regionu. Szara pozioma linia przebiegająca przez herb jest równoleżnikiem (45) na którym ulokowane jest miasto Stawropol. Złoty krzyż ma podkreślać tradycję chrześcijańską tych ziem oraz oznacza, że na tym terenie znajduje się prawosławna eparchia stawropolska i niewinnomysska. Użycie złotej barwy ma podkreślać, że leżące na południu Rosji to tereny szczególnie nasłonecznione, a słońce daje regionowi życie. Liście dębu i kłosy pszenicy pojawiające się jako element złotego wieńca mają symbolizować siłę, długowieczność i płodność. Użycie wstęgi w narodowych barwach rosyjskich oraz dwugłowego orła mają podkreślać, że Stawropolski Kraj jest integralną częścią Federacji Rosyjskiej.

## Historia

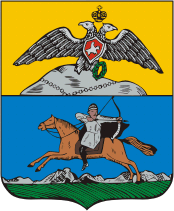
Herb obwodu kaukaskiego z czasów Imperium Rosyjskiego.

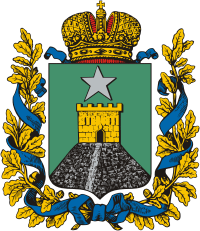
Herb stawropolskiej guberni z czasów Imperium Rosyjskiego.

24 lipca 1822 r. Stawropol stał się stolicą obwodu kaukaskiego. 23 października 1828 r. imperator Mikołaj I Romanow zatwierdził herb dla obwodu. Tarcza francuska podzielona była na dwa pola. W górnym barwy złotej znajdował się dwugłowy rosyjski orzeł barwy srebrnej siedzący na srebrnym wzgórzu Kaukazu. W swych szponach dzierżący zielony wieniec laurowy, a na wzgórzu widnieje zerwany łańcuch, będący nawiązaniem do mitologicznego Prometeusza. W dolnym polu na błękitnym tle brązowy koń pędzący w heraldyczną prawą stronę (lewą z punktu widzenia obserwatora), na jego grzebiecie srebrny jeździec o rysach twarzy nawiązujących do autochtonicznych ludów kaukaskich. W ręku dzierży on naciągnięty łuk ze strzałą gotową do wystrzału. Jeździec pędzi po zielonym stepie, w tle srebrne góry Kaukazu. W 1847 r. obwód kaukaski został przekształcony w gubernię stawropolską, ale dotychczasowy herb pozostawał w użyciu. W 1859 r. pojawiła się propozycja jego zmiany. Miał on zostać przekształcony w złotą tarczę herbową, z czerwonym zarysowaniem twierdzy w nią wpisanym, a pośrodku czarnym krzyżem. Całość wieńczyć miała Wielka Imperialna Korona Rosji, a tarczę oplatać miał złoty wieniec liści dębowych, przeplatanych błękitną wstęgą Orderu św. Andrzeja Apostoła Pierwszego Powołania. Propozycja ta nie została zrealizowana, ale nowy herb pojawia się 5 lipca 1878 r., za panowania imperatora Aleksandra II Romanowa. Była to teraz zielona tarcza z widniejącym na niej czarnym wzgórzem, na którego szczycie znajdowała się złota forteca, a nad nią srebrna gwiazda. Całość wieńczyła Wielka Korona Imperialna Rosji oraz złoty dębowy wieniec przepleciony wstęgą orderową św. Andrzeja Apostoła Pierwszego Powołania. W tej formie obowiązywał on do 1917 r., gdy przewrót bolszewicki doprowadził do odrzucenia starego porządku wraz z prawami heraldyki. Zostały one zastąpione przez symbolikę związaną z władzą sowiecką.
Powrót do dawnych tradycji heraldycznych nastąpił po rozpadzie Związku Radzieckiego i transformacji jaka zaszła w Federacji Rosyjskiej w czasach postsowieckich. W 1994 r. zadecydowano o ustanowieniu nowego herbu dla Kraju Stawropolskiego. Proponowano by powrócić do dawnego herbu z czasów imperialnych, ale władze postanowiły o stworzeniu nowego wyobrażenia. Ogłoszono konkurs, który miał wyłonić najlepszy projekt. Rozstrzygnięto go 29 grudnia 1994 r., gdy duma regionalna zaakceptowała herb w formie jaka obowiązuje obecnie. Ostateczna forma została uchwalona 15 maja 1997 r. przez Dumę Kraju Stawropolskiego. Obowiązujący herb nie jest zgodny z zasadami heraldyki, dlatego nie może zostać zarejestrowany w Państwowym heraldycznym rejestrze Federacji Rosyjskiej. Trwają prace by dostosować herb Kraju Stawropolskiego do tych wymogów i uzyskać wpis do rejestru. Użycie herbu jest regulowane przez ustawę dumy. Uściśla ona w jaki okolicznościach herb może być używany. Jego umieszczenie jest nieodzowne na fasadach budynków, które są związane zarówno z władzą wykonawczą jak i prawodawczą regionu, a także w biurach i na salach posiedzeń najwyższych organów władz regionu. Herb musi się także pojawiać na pieczęciach, dyplomach, nagrodach, listach okolicznościowych i dokumentach wytwarzanych przez administrację.